# برميل (صناعة الساعات)

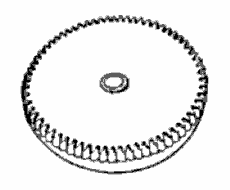
صورة توضيحية للبرميل الحديث

البرميل هو صندوق معدني أسطواني مفرّغ ومغلق بغطاء، ومحاط بحلقة من المسننات، مستخدم في الساعات الميكانيكية، ويحوي نابض (زنبرك) حلزوني الشكل يسمى الزنبرك الرئيسي، والذي يوفر الطاقة لتشغيل الساعة. يقوم البرميل بإدارة مِحور (محور العجلة). يكون النابض مربوطا بالبرميل من طرفه الخارجي وبالمحور من طرفه الداخلي. تجذب أسنان البرميل أول ترس من التروس المسلسة في الساعة، والذي يكون غالبا العجل المسنن الأوسط. يدور البرميل ببطء. ففي حالة برميل الزنبرك الرئيسي، يكون المعدل عادة دورة واحدة كل ثمان ساعات. تسمح هذه البنية للزنبرك الرئيسي بالّلف (عن طريق إدارة المحور) من دون إعاقة ضغط الزنبرك المحرك للساعة.